# RMS St Helena (1989)
Le RMS St Helena est un navire epcedition, de fret et de passagers qui dessert le territoire britannique d'outre-mer de Saint-Hélène. Il navigue entre Le Cap en Afrique du Sud et l'île Sainte-Hélène, avec des navettes régulières en continuation vers l'île de l'Ascension. Certains voyages desservent aussi Walvis Bay, qui est parfois la destination finale au lieu du Cap. Il faisait deux voyages par an jusqu’à Portland, avec des escales à Vigo et Tenerife jusqu'au 14 octobre 2011, date de son dernier voyage en métropole. Il est l'un des quatre derniers navires dans le monde à porter statut de Royal Mail Ship.

## Histoire

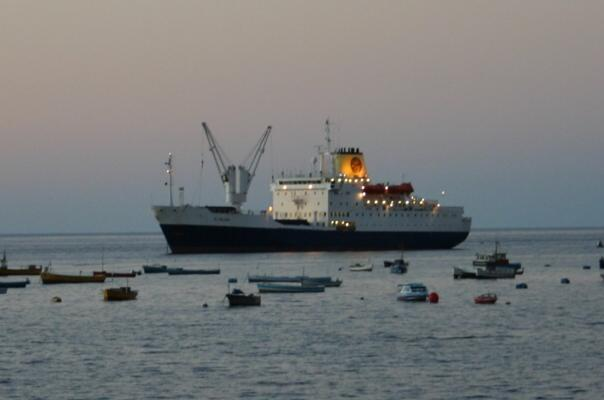
Le RMS St Helena dans la baie James au large de Jamestown.

Autrefois, l'île de Sainte-Hélène était occasionnellement abordée par les navires de l'Union-Castle Line, qui faisait route entre le Royaume-Uni et l'Afrique du Sud. Dans les années 1970, le nombre de navires faisant escale à Saint-Hélène avait diminué de façon significative et l'Union-Castle arrête totalement la liaison à la fin de l'année 1977. Sainte-Hélène ne disposant pas d'un aérodrome, le gouvernement britannique devait absolument acheter d'un navire pour desservir l'île isolée et ses dépendances depuis Le Cap.
Le gouvernement britannique fit l'acquisition du Northland Prince, cargo mixte, pour effectuer le service pour Sainte-Hélène. Après avoir été réaménagé, il devint le premier RMS St Helena. Construit à l'origine en 1963, ce navire de 3 150 tonnes navire pouvait en plus transporter 76 passagers et des vivres. Ce bateau avait été utilisé par la Royal Navy durant la guerre des Malouines comme navire de soutien des dragueurs de mines. Dans les années 1980, il devint évident qu'il était trop petit pour les besoins de l'île, c'est la raison pour laquelle un successeur homonyme fut construit en 1989.

## Caractéristiques

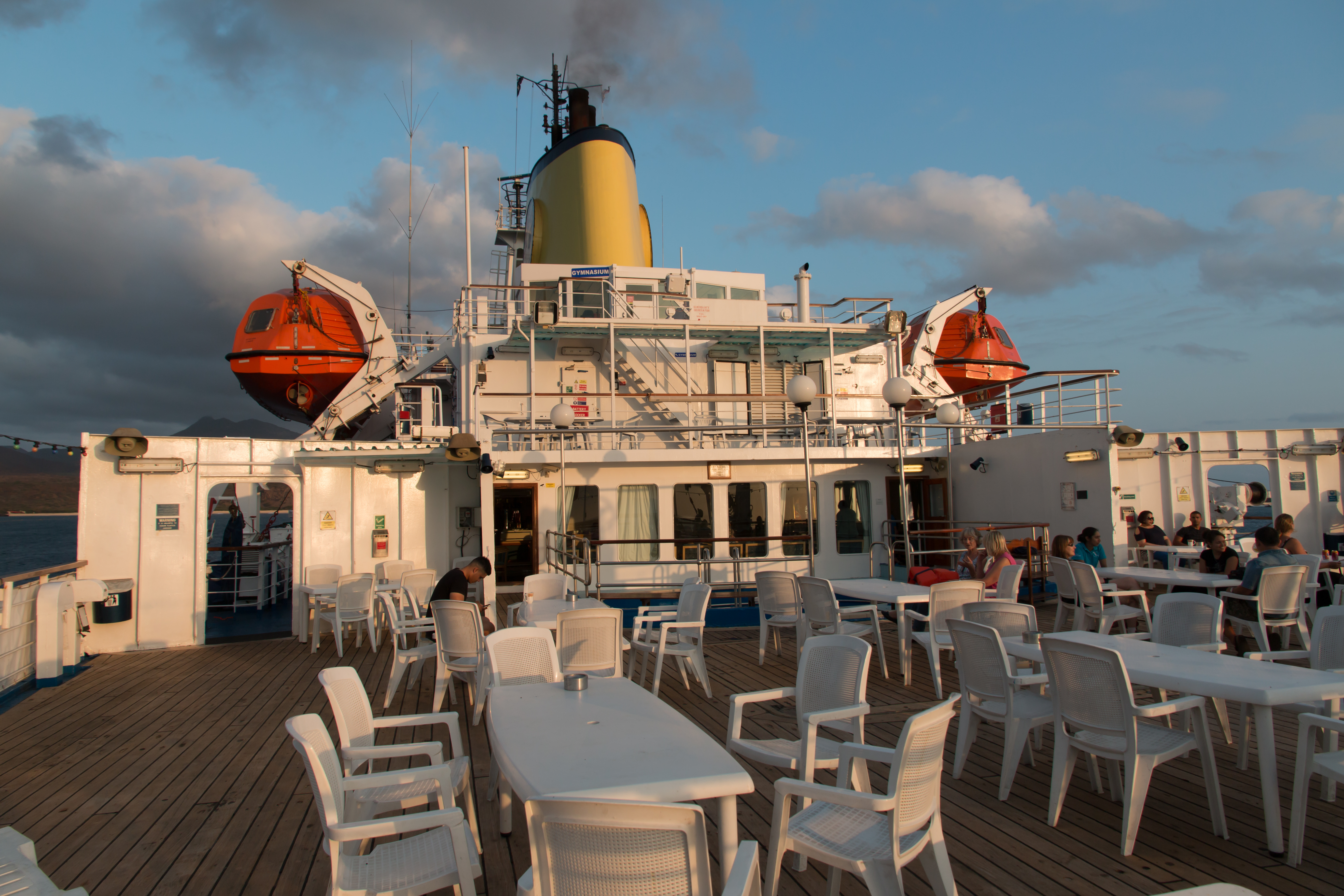
Sur le pont principal.

Le nouveau RMS St Helena a été construit par Hall, Russell & Company aux chantiers navals d'Aberdeen en Écosse, et est entré en service en 1990. Le St Helena est un cargo mixte britannique de classe 1 fonctionnant avec un équipage complet de 56 personnes. Il est équipé pour le transport d'un large éventail de marchandises, y compris des liquides, afin de répondre aux besoins de la population de Sainte-Hélène. Il dispose également de cabines pour 128 passagers et des installations connexes, y compris une piscine, une boutique et des salons. Il a également été bien équipé en installations médicales et dispose d'un médecin de bord.
La capacité du navire a été accrue en 2012 avec l'ajout de 24 cabines couchettes supplémentaires et d'une nouvelle salle de sport.

## Incidents
En novembre 1999, le St Helena eut une avarie en route et fut forcé de dériver sur le port français de Brest pour des réparations. Beaucoup de gens se sont retrouvés bloqués sur l'île, sans moyen d'en partir durant les réparations. Une certaine panique s'ensuivit, alors que les insulaires commencèrent à s'inquiéter au sujet de la non-livraison des fournitures vitales. Cet incident a été déclencheur pour la construction de l'aéroport de Sainte-Hélène.
Le 25 août 2000, le St Helena subit un incendie mineur dans la salle des machines entre Cardiff et Tenerife, sur la première étape de son voyage vers l'île. Personne n'a été blessé et il n'y a pas eu de dommages significatifs.

## Avenir

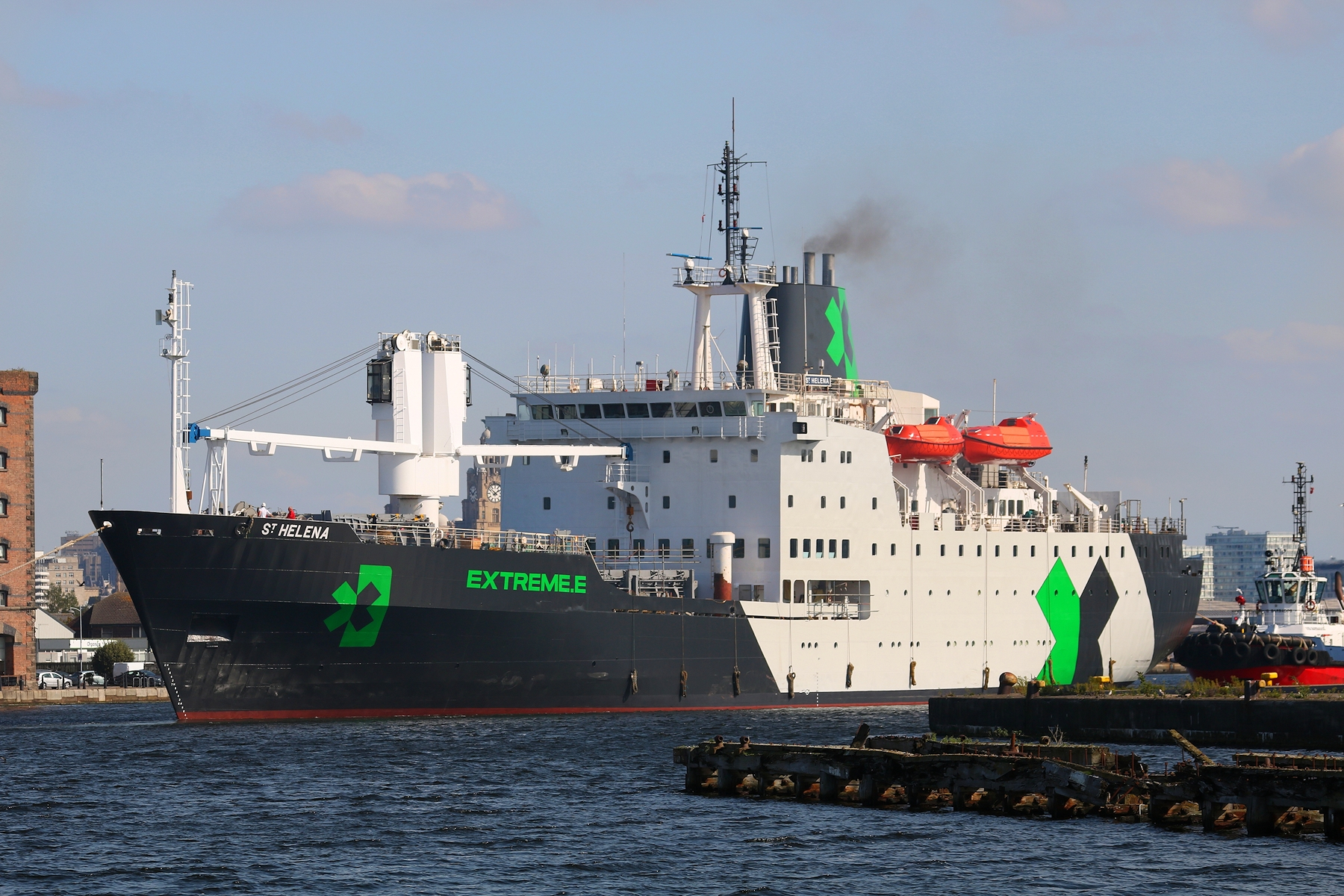
St Helena avec la livrée Extreme E (2020)

En 2005, le gouvernement britannique a annoncé son projet de construction de l'aéroport de Sainte-Hélène, initialement prévu pour être opérationnel en 2010. Ce projet a été suspendu, puis réannoncé en octobre 2011 avec un début des travaux pour 2012. Son coût est estimé à 240 millions de livres et l'aéroport devrait ouvrir au premier trimestre de 2016. Le RMS St Helena devrait poursuivre ses activités jusqu'au mois de juillet 2018 et est actuellement en vente chez le courtier londonien CW Kellock.

Fin 2018, il est acquis par les promoteurs du championnat automobile Extreme E, puis est transformé afin de servir de "paddock flotant" du championnat, afin d'amener écologiquement les véhicules sur les courses dans les coins les plus reculés du monde dans le but de sensibiliser au changement climatique tout en promouvant le développement des véhicules électriques.